# Музеј ромске културе у Београду
Музеј ромске културе у Београду је први ромски музеј у југоисточној Европи, док се иначе тековине ромске културе најчешће приказују као сталне поставке у музејима другог типа.

## Историја
Музеј ромске културе отворен је 21. октобра 2009. године, под покровитељством Града Београда, у приземљу зграде у Рузвелтовој улици 41-43 у Београду, на простору од укупно 72 м2.
Оснивач музеја је Roma community центар "8. април". Музеј је започео рад отварањем изложбе „Алав е Роменго” („Реч Рома”), аутора Драгољуба Ацковића, на којој је посетиоцима било доступно око 100.000 докумената из ромске културе као и копије оригиналних књига.
Године 2011. музеј се из Рузвелтове преселио у већи простор у улици Хусинских рудара 31а на на Карабурми (београдска општина Палилула). Нови простор је донација организације „Српска православна слога”, а у опремању је учествовао и град Београд. Заузима површину од 180 м2, а некадашњи простор је постао Галерија Рома арт (Roma Art Galery).
У Музеју су изложени експонати материјалне и духовне културе Рома, а у Галерији своја дела излажу ликовни уметници Роми из Србије и света.

## Музејска поставка
Посетиоцима Музеја представљена је стална поставка “Материјална култура Рома у Србији” - писана култура Рома, обичаји, историја страдања у холокаусту и друге чињенице из историје и културе Рома.
Део поставке може се видети у „Кући ромске културе” у улици Рузвелтовој 45а.

### Музејске колекције
Експонати за Музеј сакупљани су деценијама, а последњих година и откупљивани. Поред сталне поставке, у десет рачунара похрањено је око 150 хиљада докумената ромске културе, што је предуслов за стварање виртуелног музеја, који би омогућио да свако ко жели да сазна о било ком елементу те културе може то да учини из било код дела света.
У Музеју је, између осталог, изложено:
- двадесетак речника ромског језика из различитих земаља света,
- један уникатан српско-ромско-немачки речник, чији је аутор Светозар Симић, а који је састављен 1942. године за време Другог светског рата у немачком концентрационом логору, што се види по логорским печатима на неколико места,
- прва књига о Ромима из 1803. године, чији су поједини делови написани на ромском језику, а чији је аутор Петар Аксибарковић,
- прва Библија преведена на ромски језик у Србији 1938. године,
- примерци листа „Романо лил”, који је у Београду излазио 1935. године,
- први текст на ромском језику у свету, објављен 1537. године у Енглеској[1]

## Остале активности на промовисању културе Рома
Осим изложбе, у просторијама музеја се организују и предавања из области ромологије на којима заинтересовани могу боље да се упознају са ромском културом, историјом и језиком.
Године 2019, на иницијативу Музеја ромске културе, ромски празник Теткица Бибија је уврштен у Национални регистар нематеријалног културног наслеђа Србије.

## Спољашњи извори
- „Povodom Svjetskoga dan Roma izložbu u muzeju romske kulture”. Romalen. Приступљено 27. 2. 2020.
- „Beograd dobio Muzej romske kulture”. Danas. 21. 10. 2009. Приступљено 27. 2. 2020.
- „Muzej romske kulture”. Na dlanu. Приступљено 27. 2. 2020.[мртва веза]
- „Beogradska nedelja romske kulture”. Dan u Beogradu. Приступљено 27. 2. 2020.
- „U Muzeju romske kulture u petak obeležavanje Vasilice”. Dan u Beogradu. Приступљено 27. 2. 2020.
- „Izložbe u Muzeju romske kulture povodom Dana Roma”. BIZLife. Архивирано из оригинала 27. 02. 2020. г. Приступљено 27. 2. 2020.
- Tasić, Milena. „Kultura smrti kod Roma”. Media & Forum. Приступљено 27. 2. 2020.